# 홋포 화물선

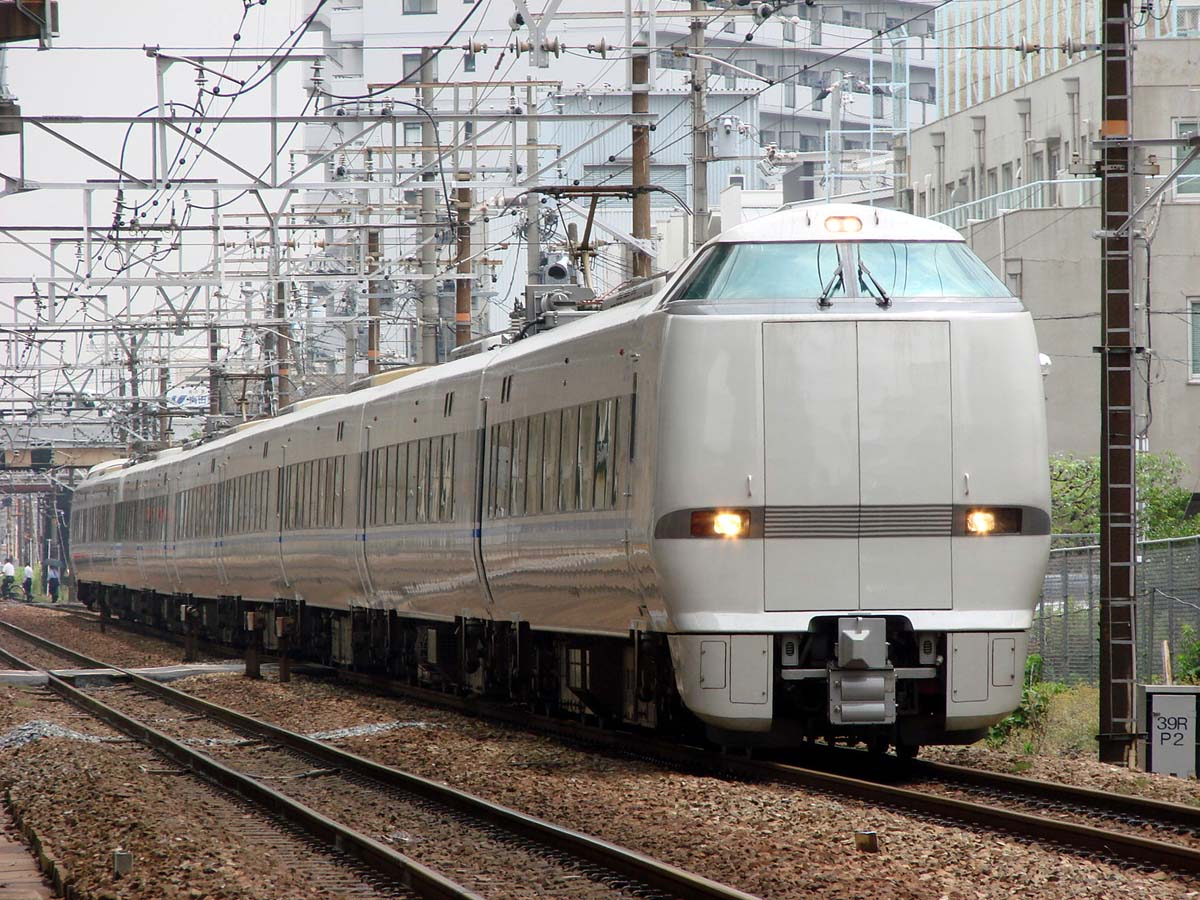

홋포 화물선（일본어: 北方貨物線,ほっぽうかもつせん)은 오사카부 스이타시의 스이타 역에서 본선으로부터 분기되어 오사카시 요도가와구를 경유해 효고현 아마가사키시의 아마가사키 역에서 다시 본선에 접속하는 도카이도 본선의 지선 명칭이다.

## 개요
도카이도 본선의 복복선과 우메다 화물선의 복선에 병행해 간자키가와 강을 건너 신오사카역 앞에서 우메다 화물선과 나뉘어 산요 신칸센의 고가선 아래를 지나 미야하라 조차장(미야하라 종합 운전소)를 거쳐 아마가사키 역에 도달한다. 또, 기점 스이타 역 측과 종점 아마가사키 측과도 오사카역 방면으로의 직통 운전이 가능한 배선(델타 선)으로 되어 있어 교토 방면 - 고베 방면을 직통하는 화물 열차 이외 역 구내 배선의 관계로 오리카에시 운전이 불가능한 오사카 발착 열차의 미야하라 종합 운전소, 교토 종합 운전소 출입고 시의 회송 경로로 활용되고 있다.
여객 열차는 평소에 취급하지 않지만, 과거 심야시간대에 오사카 역을 통과하는 침대 특급이 경유했던 적이 있었다. (정기 설정은 이미 없지만, 오사카 역에서 공사를 할 때는 홋포 화물선 경유로 우회 운전하는 경우가 있었다. 이 경우 오사카 역에 정차하는 열차는 오사카 역 대신 아마가사키에 정차했다.)

## 노선 정보
- 운전 거리(영업 거리)：스이타 - 아마가사키 간 (10.7 km), 오사카 - 신오사카 부근 - 미야하라 조차장, 쓰카모토 - 미야하라 조차장
- 관할：서일본 여객철도(제 1종 철도 사업자)・일본화물철도(제 2종 철도 사업자)
- 복선 구간：전 구간
- 전화 방식：전 구간(직류 1500 V)
- 폐색 방식：자동 폐색
- 지령소：신오사카 종합 지령소

## 역 일람
- 접속 노선은 JR 노선만 기재.

| 역명            | 영업 거리 | 접속 노선                                                                               | 소재지                        |
| --------------- | --------- | --------------------------------------------------------------------------------------- | ----------------------------- |
| 스이타 역       | 0.0       | 서일본 여객철도：도카이도 본선(본선・우메다 화물선)・가타마치 선 화물 지선(조토 화물선) | 오사카부 스이타시             |
| 미야하라 조차장 | (5.1)     |                                                                                         | 오사카 부 오사카시 요도가와구 |
| 아마가사키 역   | 10.7      | 서일본 여객철도：도카이도 본선(JR 고베 선)・JR 도자이 선・후쿠치야마 선                 | 효고현 아마가사키시           |